# Fichas salitreras
Las fichas salitreras son un tipo de fichas que se utilizaron para el pago de los trabajadores en muchas de las industrias de obtención del salitre en los campamentos mineros llamados oficina salitrera, en las zonas saliteras del norte de Chile, y en zonas de Bolivia y Perú que pasaron a poder de Chile tras la Guerra del Pacífico. Las primeras fichas se utilizaron hacia 1850, y estuvieron en uso hasta mediados de la década de 1920. Con ellas los trabajadores podían obtener suministros en las pulperías, las tiendas de cada empresa.

## Tipos de fichas saliteras

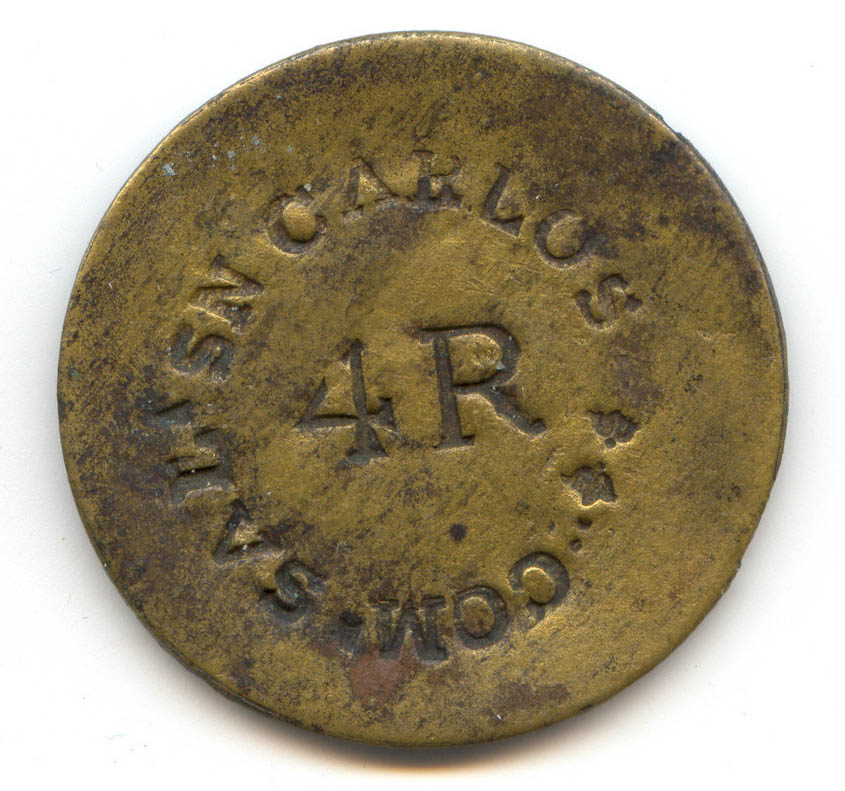
Ficha de 4 reales de la oficina San Carlos.

Los primeras fichas salitreras se fabricaban en las propias oficinas, utilizando chapas finas de latón, de forma circular, que se acuñaban por una sola cara utilizando un martillo acuñador. La de la oficina San Carlos, de 4 reales (moneda peruana en la época), es un ejemplo. También se utilizaron fichas de este tipo en las oficinas Cala-Cala, California, Paccha y otras, en la zona de Antofagasta. El valor está expresado en reales, según el sistema monetario peruano de la época. Posteriormente se fabricaron mediante acuñación por el sistema habitual, en cospeles de latón, cobre, aluminio o cuproníquel.
A partir de 1879, todas las fichas tienen su valor expresado en pesos y centavos, según el sistema monetario chileno. Dada la insuficiente capacidad de la industria chilena para fabricarlas, la mayoría se acuñaron en los países de origen de las compañías explotadores de las oficinas. En Chile se fabricaron en su gran mayoría en vulcanita o ebonita, un tipo de plástico primitivo. Estas fichas tenían dos ventajas importantes: Por una parte se podían fabricar fácilmente –la Imprenta y Litografía Universo, de Valparaíso, estaba especializada en ellas– y por otra resistían los ambientes salinos de las salitreras mejor que el metal. En total se conocen más de 2000 fichas saliteras distintas.

## Utilización

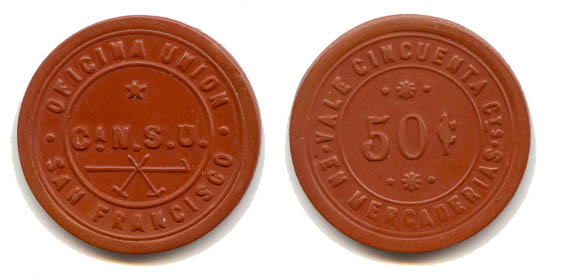
Ficha salitrera de la oficina Unión, fabricada en vulcanita.

Las fichas salitreras más antiguas se utilizaron probablemente simplemente en sustitución de la moneda corriente. Sin embargo, a partir de 1890 las fichas monetiformes pasaron a formar parte de un sistema más complejo, incluyendo también otro tipo de fichas, las llamadas  «fichas de carretada» y unas libretas personales para cada obrero, para realizar anotaciones de trabajo realizado, fichas recibidas para la pulpería, y saldo, positivo o negativo.
Los trabajadores que extraían el caliche trabajaban casi siempre a destajo, recibiendo una «ficha de carretada» por cada carreta cargada, o un vale de papel en el que se indicaba el trabajo realizado. 

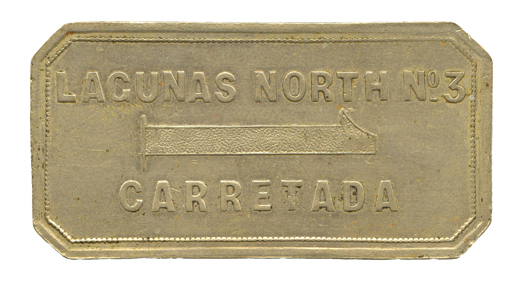
Ficha de carretada de la oficina salitrera lagunas North N.º 3.

Con ese vale o las fichas debían presentarse al día siguiente en la administración, para que se les anotara en la libreta las carretadas o la jornada laboral, si trabajaban a sueldo, y para recibir una cierta cantidad en fichas, el «suple» o «diario», para compras en la pulpería. Estas operaciones contables solía llevarlas a cabo un familiar, esposa o hijos, y en el caso de los obreros solteros unas gestoras especializadas, las libreteras, que recibían una pequeña remuneración por ello. Si el trabajo realizado era superior al importe del «suple», el saldo quedaba en la libreta, lo mismo que si era inferior.